# Кейптаун (городской округ)
Городской округ Кейптаун (англ. City of Cape Town, африк. Stad Kaapstad, коса siXeko saseKapa) — городской округ в Западно-Капской провинции (ЮАР). На территории городского округа Кейптаун находятся город Кейптаун и его пригороды; также к городскому округу Кейптаун относятся острова Принс-Эдуард (избирательный округ № 55).

## История
Город Кейптаун стал самоуправляемым ещё в 1839 году, когда правительство Капской колонии опубликовало указ об этом. Под власть городского правительства тогда попала лишь центральная часть Кейптауна, известная как «Городская чаша». По мере роста города пригороды становились новыми муниципалитетами, и в 1902 году на Капском полуострове было 10 различных муниципалитетов. В XX веке некоторые муниципалитеты слились друг с другом либо с муниципалитетом Кейптауна, но в 1994 году, когда произошёл демонтаж режима апартеида, там всё ещё имелось несколько различных муниципалитетов.
В рамках пошедших после 1994 года реформ городское правительство произвело тотальную реорганизацию системы муниципалитетов, и в 1996 году район Кейптауна был перераспределён между шестью муниципалитетами: Кейптаун-Центр, Тигерберг, Южный полуостров, Блаувберг, Остенберг и Хелдерберг, а для контроля над всей городской территорией была образована городская администрация. Во время местных выборов 2000 года все эти структуры были слиты в единый городской округ Кейптаун.

## Администрация
Кейптаун управляется городским советом из 210 человек, который выбирает мэра. Мэр, в свою очередь, назначает Комитет мэра из 11 человек. Городской округ раздёлен на 105 избирательных округов; от каждого округа выбирается один представитель в городской совет, остальные 105 проходят по партийным спискам.
После объединения шести муниципалитетов в городской округ, он был разделён на 16 подсоветов, позднее число подсоветов увеличилось до 23. Каждый подсовет состоит из приблизительно равного количества географически близких друг к другу избирательных округов, и возглавляется председателем подсовета, избираемым большинством голосов в подсовете.

## Населённые пункты
- Атлантис
- Белвилл
- Гордонс-Бей
- Дурбанвиль
- Кёйлсрифир
- Мамре
- Саймонстаун
- Фисхук